# Rosalba Benzoni
Rosalba Benzoni (Como, 18 agosto 1942) è una politica italiana.

## Biografia
Militante del Partito Comunista Italiano, nel 1985 viene eletta sindaco a Ponna per il PCI, restando in carica fino al 1995. Dal 1990 è anche consigliera alla provincia di Como.
Dopo la svolta della Bolognina aderisce al Partito Democratico della Sinistra. Terminato il mandato di sindaco, rimane assessora al comune di Ponna fino al 1997.
Esponente dei Democratici di Sinistra, alle elezioni politiche del 2006 viene eletta deputata della XV legislatura della Repubblica Italiana nella circoscrizione IV Lombardia per L'Ulivo. Allo scioglimento dei DS aderisce al PD. Termina il suo mandato parlamentare nel 2008.
Nel 2017 lascia il PD per aderire ad Articolo Uno, di cui è membro del coordinamento provinciale di Como.
È attiva nella Fondazione Avvenire.